# Spørteggbreen
Spørteggbreen er med et areal på 28 km² den 12. største gletsjer på Norges fastland. Bræen ligger i Breheimen nationalpark mellem Jostedalsbræen og Harbardsbreen. I den nordøstlige ende af bræen ligger bjerget Grånosi der med en højde på 1775 moh. er dens højeste punkt. Landsbyen Jostedal ligger 7 km mod vest, og Skjolden inderst i Sognefjorden ligger 12 km mod sydøst.

## Eksterne kilder og henvisninger
1. ↑  "De største breene i Norge" (PDF). Arkiveret fra originalen (PDF) 18. juli 2011. Hentet 5. maj 2013.

- Spørteggbreen på Store norske leksikon